# Charaxes tenuis
Charaxes tenuis är en fjärilsart som beskrevs av Van Someren 1971. Charaxes tenuis ingår i släktet Charaxes och familjen praktfjärilar. Inga underarter finns listade i Catalogue of Life.